# Halimede tyche
Halimede tyche is een krabbensoort uit de familie van de Galenidae. De wetenschappelijke naam van de soort is voor het eerst geldig gepubliceerd in 1801 door Herbst.